# Chic Choc !

Chic Choc ! est une émission de télévision canadienne francophone pour la jeunesse, diffusée depuis le 5 novembre 2007 sur la chaîne de télévision canadienne autochtone APTN. L'émission met en lumière la jeunesse des communautés des Premières nations francophones du Québec, à travers témoignages, portraits, reportages autour d'une thématique donnée. L'émission est présentée par Mélanie Napartuk, chanteuse et comédienne originaire du Nunavik, et Christian Laveau, musicien-chanteur amérindien et comédien et diplômé de la formation en théâtre autochtone. L'émission comporte trois saisons.
L'émission a été récompensée en 2008 du Prix Gémeaux du Multiculturalisme, un prix décerné par l'Académie canadienne du cinéma et de la télévision afin de célébrer l'excellence de la télévision canadienne de langue française.